# Defendens

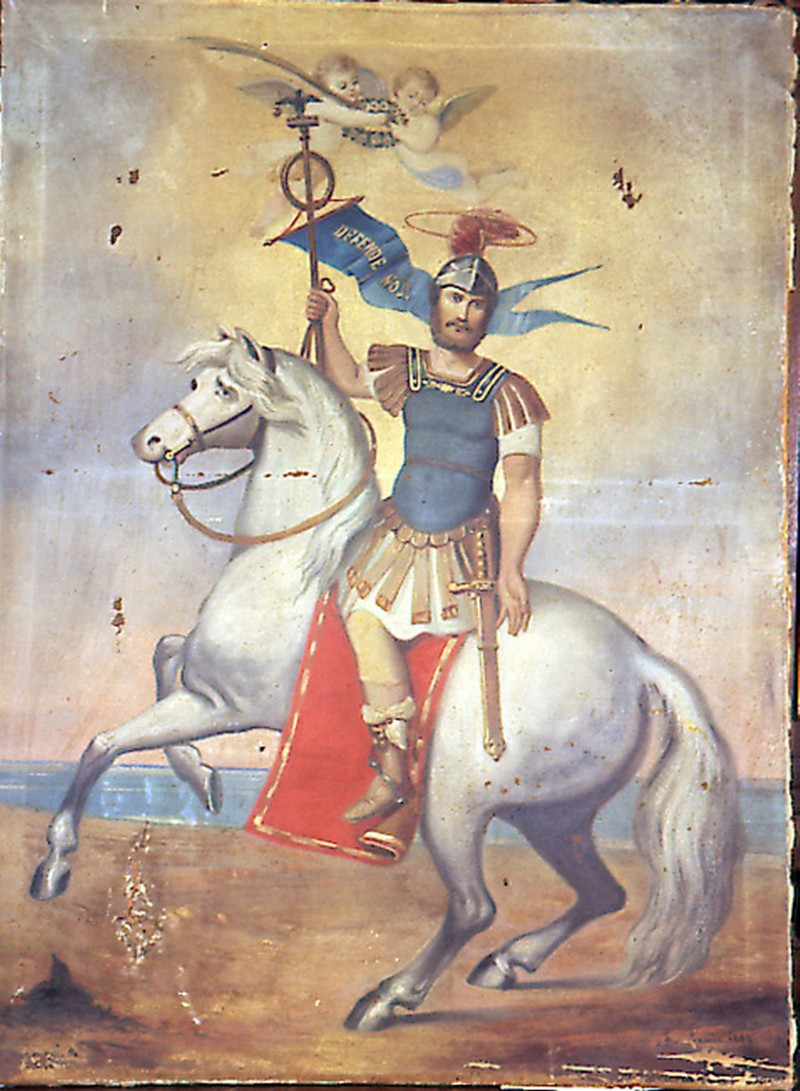
Marcello Baschenis: San Defendente, 1884

Defendens (lateinisch für „der Verteidigende, Schützende“; italienisch San Defendente, französisch Saint Défendent; † angeblich 286 oder kurz danach an der Rhone) war gemäß der christlichen Tradition einer der Märtyrer der Thebaischen Legion und wird in der römisch-katholischen Kirche, hauptsächlich im Piemont, in der Lombardei und im Tessin, als Heiliger verehrt. Sein Gedenktag ist der 2. Januar.

## Legende
Defendens ist mit großer Wahrscheinlichkeit eine Erfindung des Spätmittelalters, zumindest wird er erst 1328 zum ersten Mal erwähnt. Die Überlieferung ist dürftig. Pietro Galesini berichtete in seinem Martyrologium romanum (1578), Defendens sei unter Kaiser Maximian zusammen mit vielen weiteren Soldaten grausam hingerichtet worden. Der heilige Theodor, Bischof von Marseille, habe ihn am Flussufer bestattet, und eine Kirche sei zu seinen Ehren errichtet worden. Filippo Ferrari übernahm diese spärlichen Informationen in seinem Catalogus generalis sanctorum (1625) weitgehend und beklagte sich ausdrücklich, dass man kaum etwas über Defendens’ Biographie wisse. Beide konkretisierten den Hinrichtungs- und Begräbnisort nicht: Nach Galesini trug es sich „in Gallien an der Rhone“ (lateinisch in Gallia ad Rhodanum fluvium) zu, nach Ferrari – wohl in Anlehnung an die Erwähnung von Theodor von Marseille – „an der Rhone in der Diözese Marseille“ (lateinisch apud Rhodanum fluvium in Massiliensi dioecesi) zu. Präzise Lokalisierungen wie Marseille, Vienne oder Agaunum, heute Saint-Maurice VS, sind spätere Zusätze.
Das Wirken der beiden in der Legende namentlich genannten Beteiligten liegt zeitlich beinahe drei Jahrhunderte auseinander: Maximian war von 286 bis 305 römischer Kaiser, Theodor angeblich von 582 bis 591 Bischof von Marseille. Das Ökumenische Heiligenlexikon vermutet deswegen eine Verwechslung von Theodor von Sitten mit letzterem. Dieser Theodor entdeckte der Legende nach die Gebeine der Märtyrer der Thebaischen Legion, bestattete sie und errichtete zu ihren Ehren eine Kirche in Saint-Maurice. Galesinis und Ferraris Erzählung wäre somit lediglich eine Rekapitulation der etablierten Legende um die Thebaische Legion.
In Frankreich wiederum kursiert die Legende, Defendens habe sich zum Zeitpunkt des Massakers just mit Kameraden auf Mission an einem anderen Punkt an der Rhone (der heute zu Frankreich gehört) befunden, ihn habe aber kurz darauf dasselbe Schicksal ereilt. Christen aus dem Rhonetal hätten seine Gebeine sodann nach Marseille gebracht, wo Theodor von Marseille sie dreihundert Jahre später dank einer göttlichen Offenbarung wiedergefunden habe. Der habe eine Heiligenvita über Defendens verfasst und eine Kirche zu seinen Ehren erbaut, die jedoch im 10. Jahrhundert zerstört worden sei.
Ferrari berichtete, in der Diözese Casale Monferrato sei einst jemand am Gedenktag des heiligen Defendens lieber auf die Vogeljagd gegangen, als die Messe zu besuchen. Als er die erbeuteten Rebhühner braten wollte, seien sie wieder lebendig geworden und davongeflogen, er aber sei zur Strafe erblindet. Daraufhin habe er am Altar des Heiligen um Vergebung gefleht und sein Augenlicht zurückerlangt.
Defendens wurde bei Wolfs- und Feuergefahr angerufen.

## Ikonografie
Defendens wird in der Regel als römischer Soldat – entweder historisierend mit römischer Militärausrüstung oder in einer zeitgenössischen Militärkleidung, meistens mit einem Schwert – und mit einer Märtyrerpalme in der Hand dargestellt.

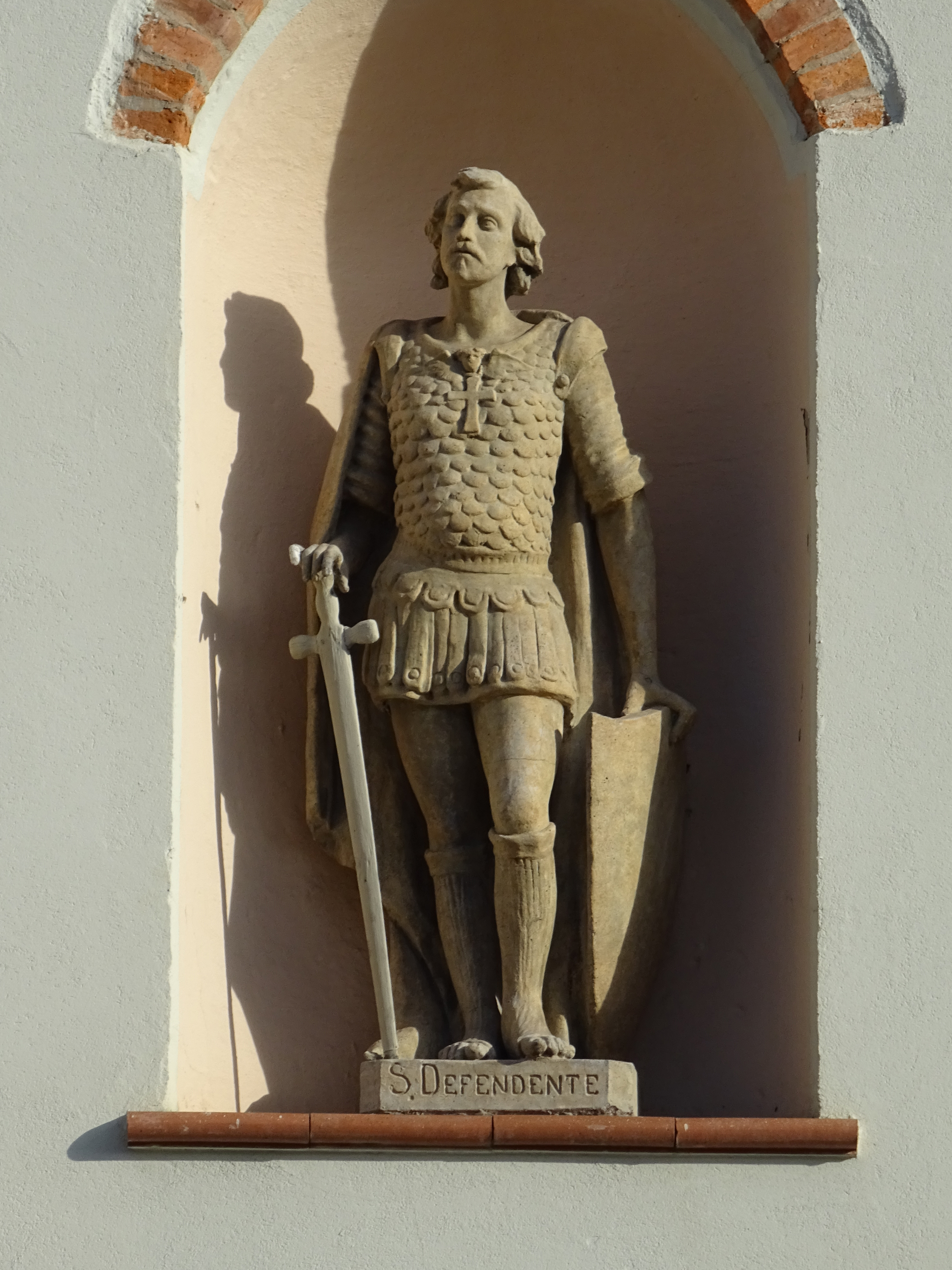
Statue in der Kapelle Santi Re Magi in Lesmo
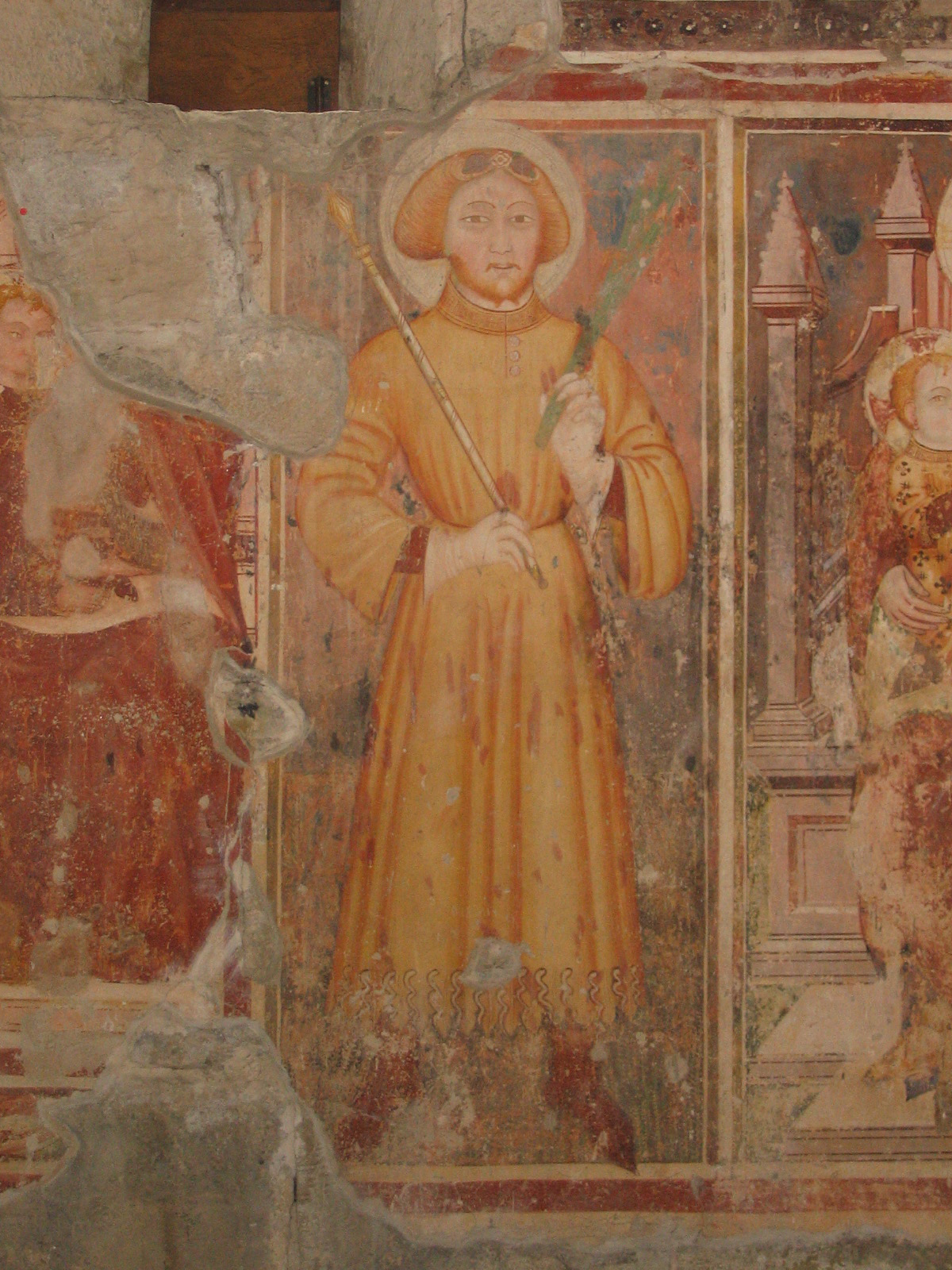
Fresko in der Kirche San Giorgio in Lemine in Almenno San Salvatore, 14. Jh.
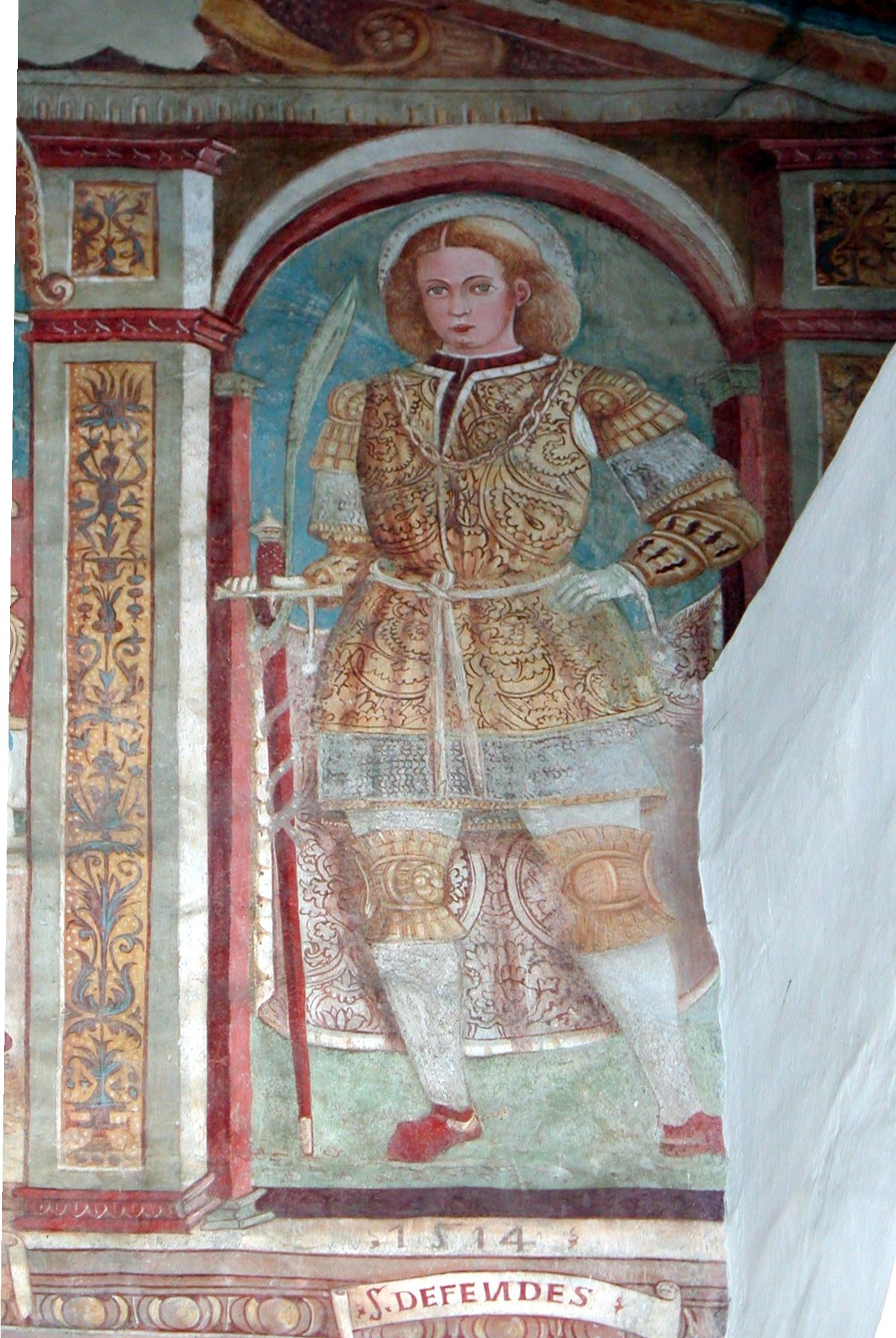
Fresko in der Kirche San Defendente in Clusone, um 1500
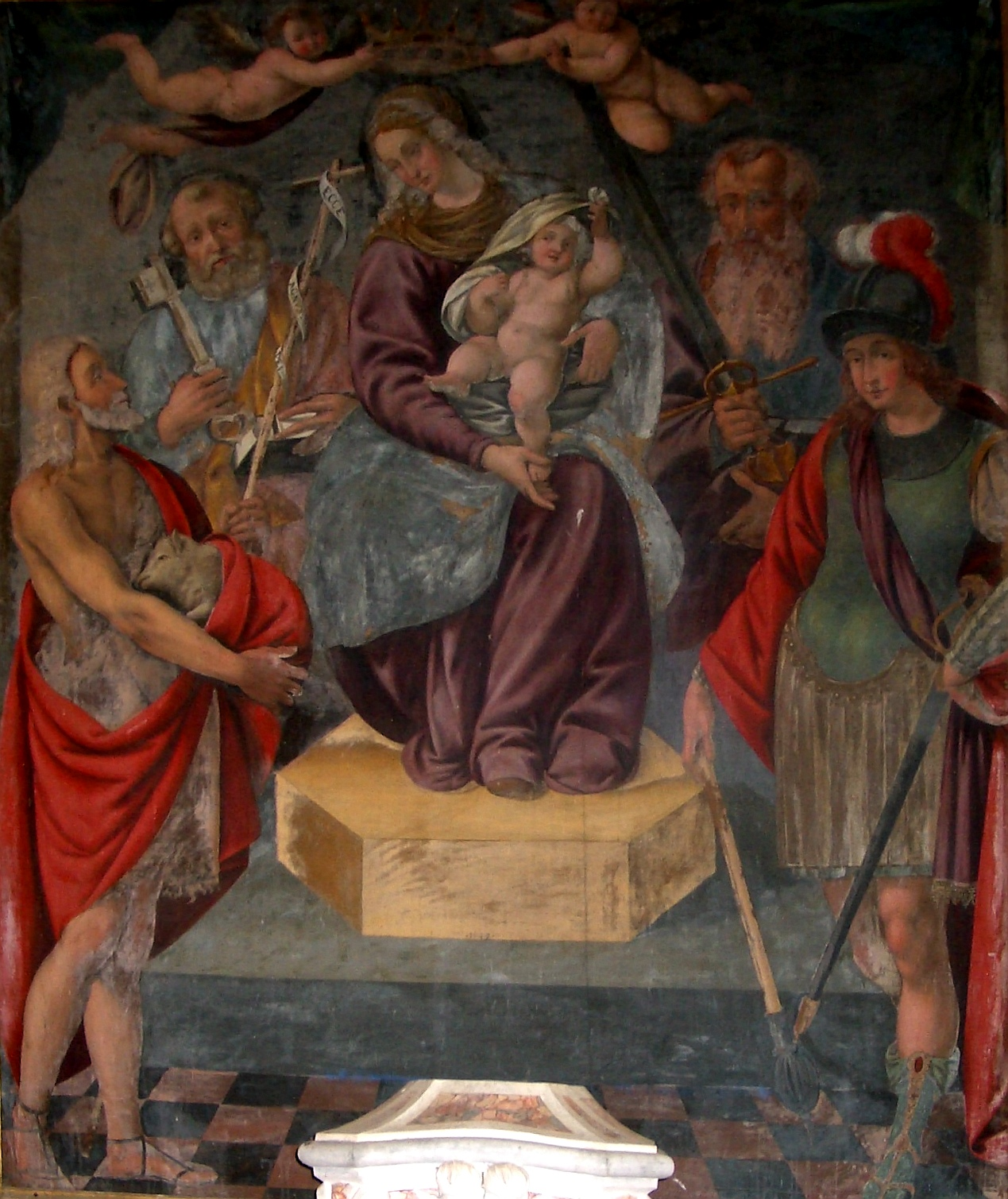
Cristoforo Martinolio: Madonna mit Kind, um 1600, Oratorio della Madonna delle Grazie, Ronchi (Vercelli), rechts ist der heilige Defendens abgebildet

## Verehrung und Patrozinien

### Piemont
Der Defendenskult entstand vermutlich in der heutigen italienischen Region Piemont, die seit dem Mittelalter im Osten der Grafschaft bzw. des Herzogtums Savoyen lag. Filippo Ferrari berichtete 1625, Defendens’ Reliquien befänden sich in der „Eremitinnenkirche“ in Casale Monferrato, einer kleinen Stadt im Norden von Alessandria. Als weitere Kultzentren nannte er Chivasso und Novara.
Bis heute liegt der Schwerpunkt der Verehrung im Piemont. So verzeichnet der Onlinekatalog Le chiese italiane 53 Sakralbauten in Italien, die zu Ehren des heiligen Defendens geweiht sind (5 Pfarrkirchen, 26 Filialkirchen und 22 Kapellen), von denen 85 Prozent im Piemont stehen. Hier ist Defendens beispielsweise der Schutzheilige von Cassinelle, Gabiano, Vico Canavese und Mescia (Invorio). Kunsthistorisch bedeutsam sind unter anderem die barocken Defendenskirchen in Vinchio, Montegrosso d’Asti und Cassinelle. Eine der größten Defendenkirchen steht in Cuneo. Sie ist in ihrer heutigen Form im 19. Jahrhundert entstanden, geht aber auf eine Kapelle von 1623 zurück.

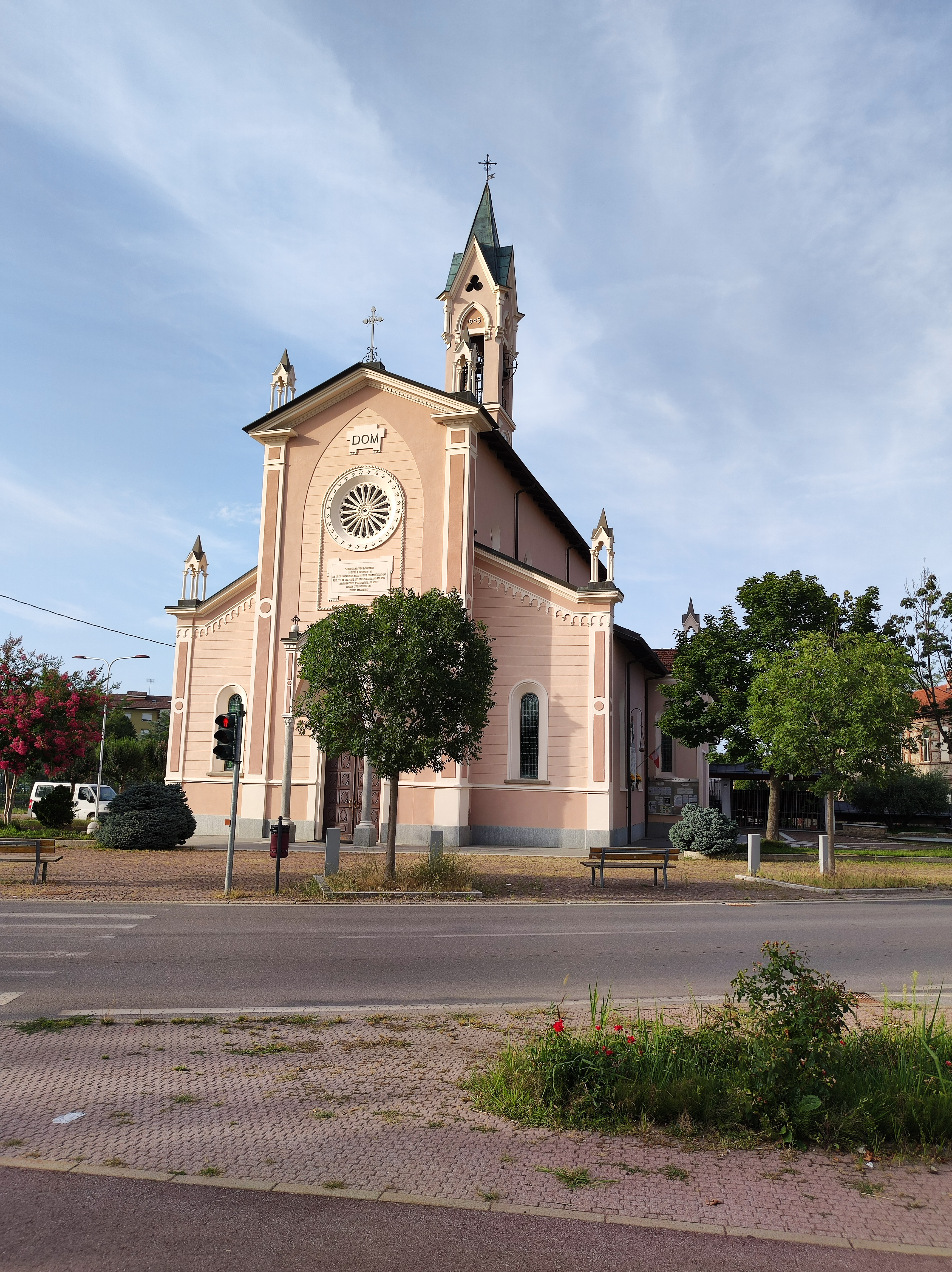
Defendenskirche in Cuneo
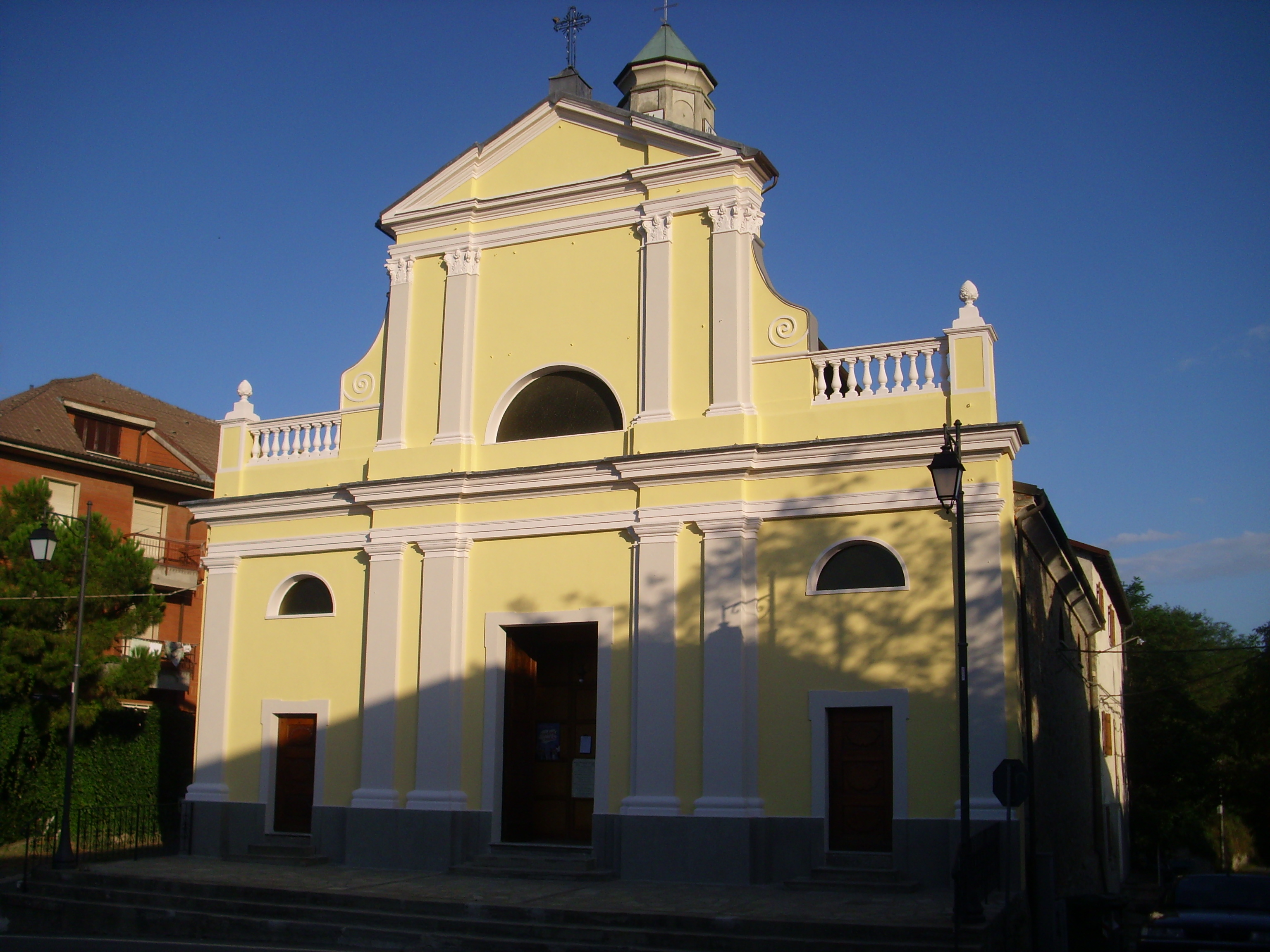
Defendenskirche in Cassinelle

### Lombardei
Außerhalb des Piemonts gibt es in Italien nur noch im Bistum Bergamo eine namhafte Konzentration von Defendenspatrozinien. Besonders wichtig für den hiesigen Kultus sind die Städte Solto Collina und Clusone, die beide über eine eigene Defendenskirche verfügen. Weitere stehen in Valbondione, Roncola, Romano di Lombardia und Torre de’ Busi. Defendens ist außerdem Schutzheiliger von Romano di Lombardia und Premolo.

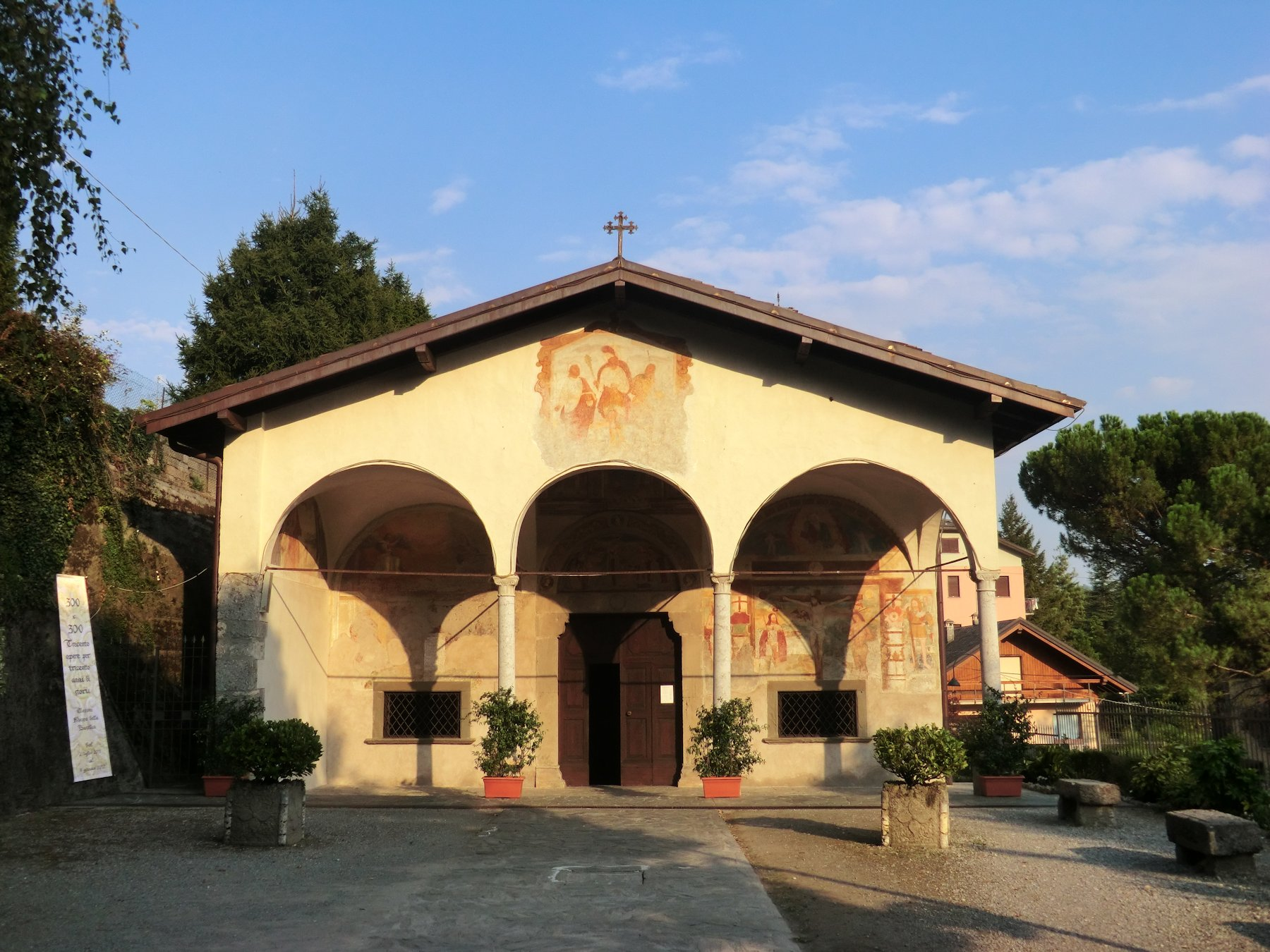
Kirche Santi Defendente e Rocco in Clusone, 1471
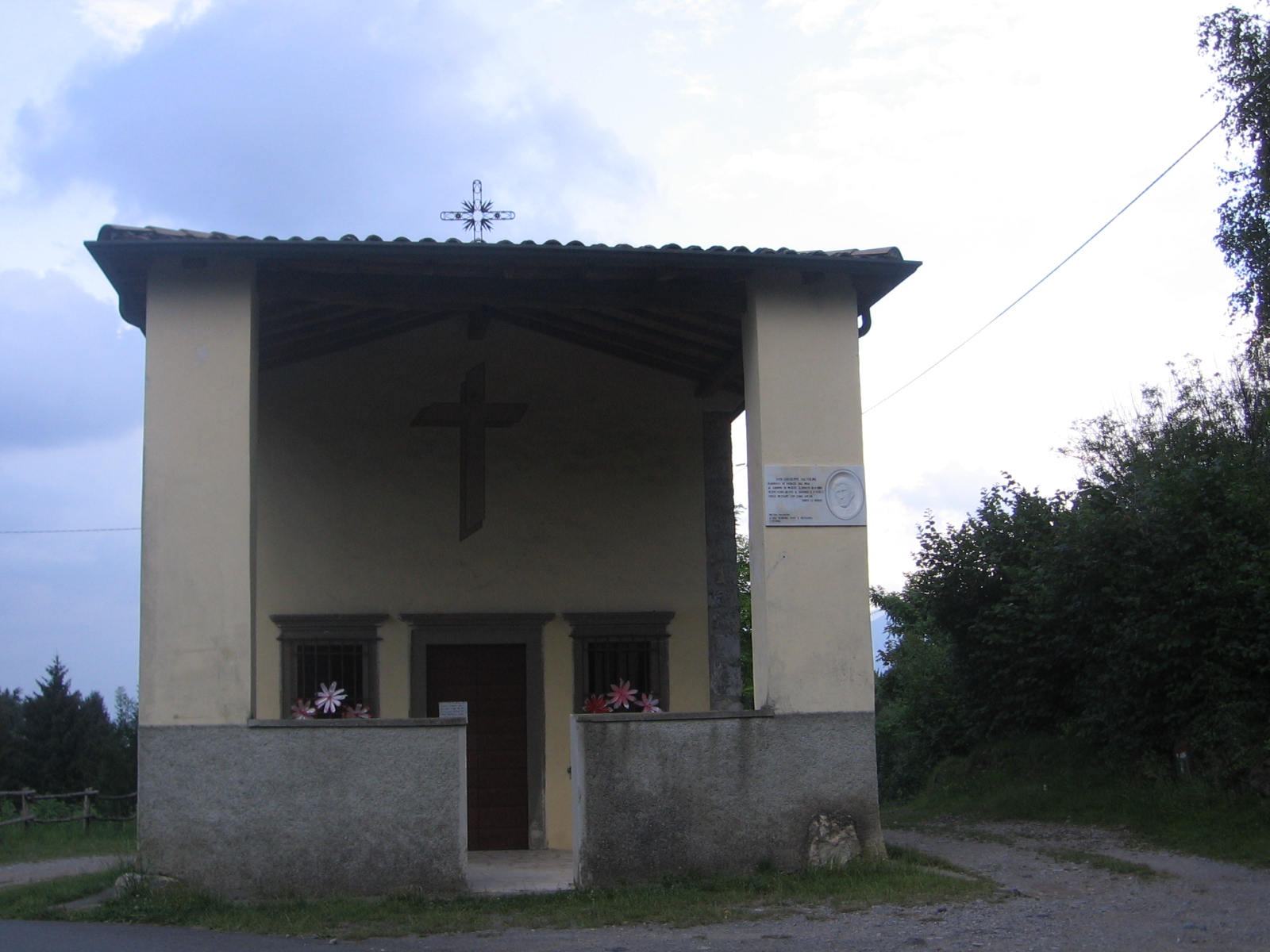
Defendenskirche in Solto Collina
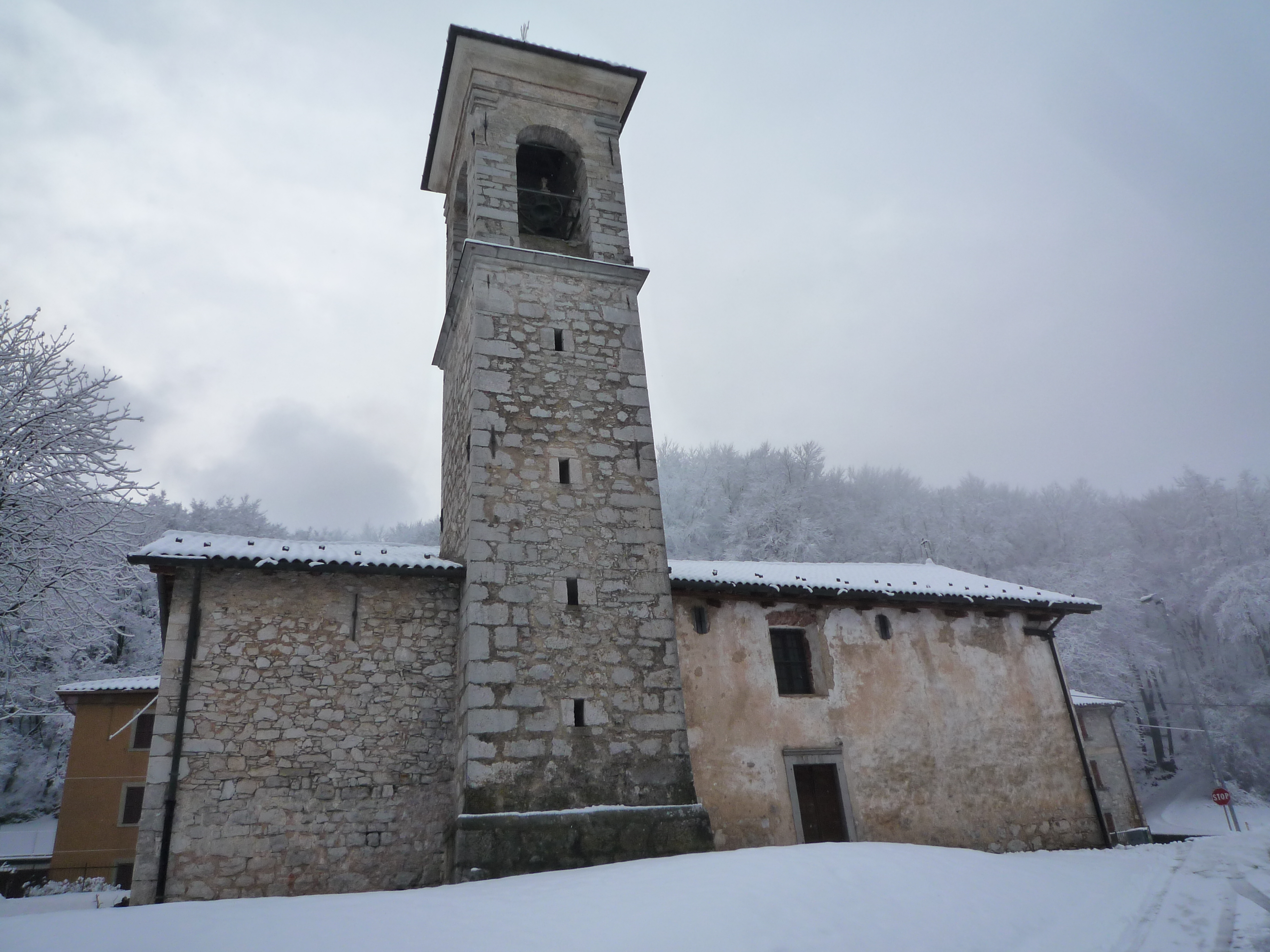
Defendenskirche in Roncola

In der übrigen Lombardei finden sich vereinzelt weitere Zeugnisse der Defendensverehrung. So ist er Patron von Cassolnovo und Ronago. In Lodi war er früher Patron eines Krankenhauses (Ospedale S. Defendente). In einer Seitenkapelle der Kirche Santi Nazaro e Celso in Scaria (Alta Valle Intelvi) befindet sich ein Fresko von ihm. Zu seinen Ehren geweihte Sakralbauten stehen unter anderem in Laveno-Mombello, Darfo Boario Terme und Esino Lario.

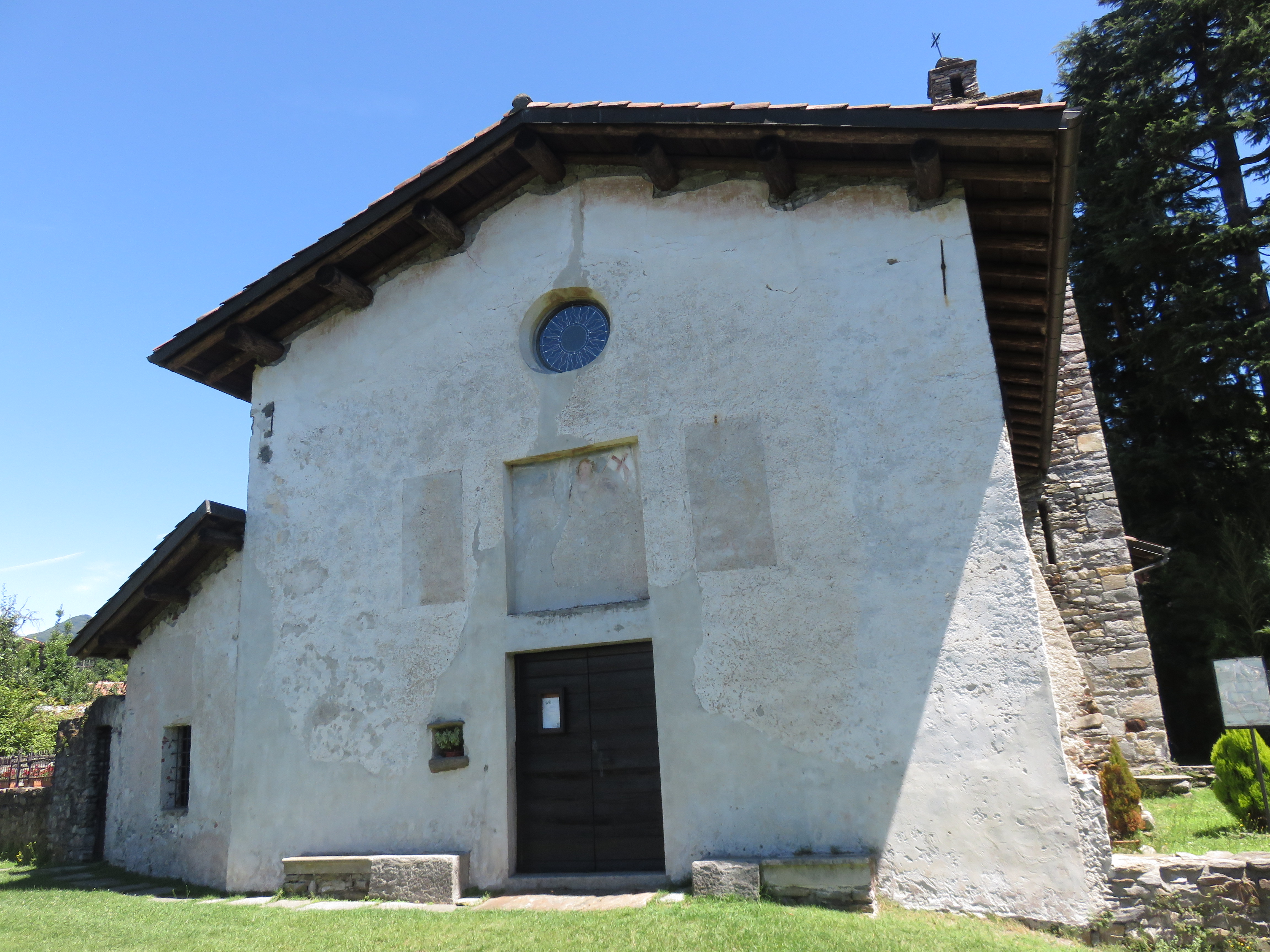
Kirche Santi Nazario, Celso e Defendente in Ceresolo, Laveno-Mombello (Provinz Varese)
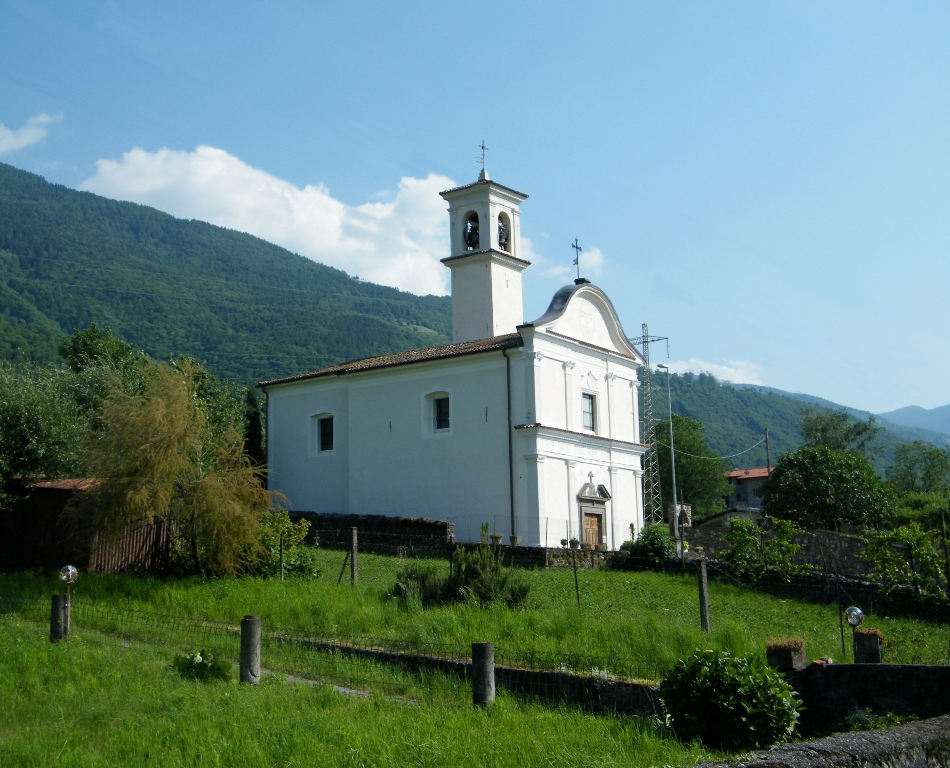
Kirche San Defendente e Bernardo in Pellalepre, Darfo Boario Terme (Provinz Brescia)
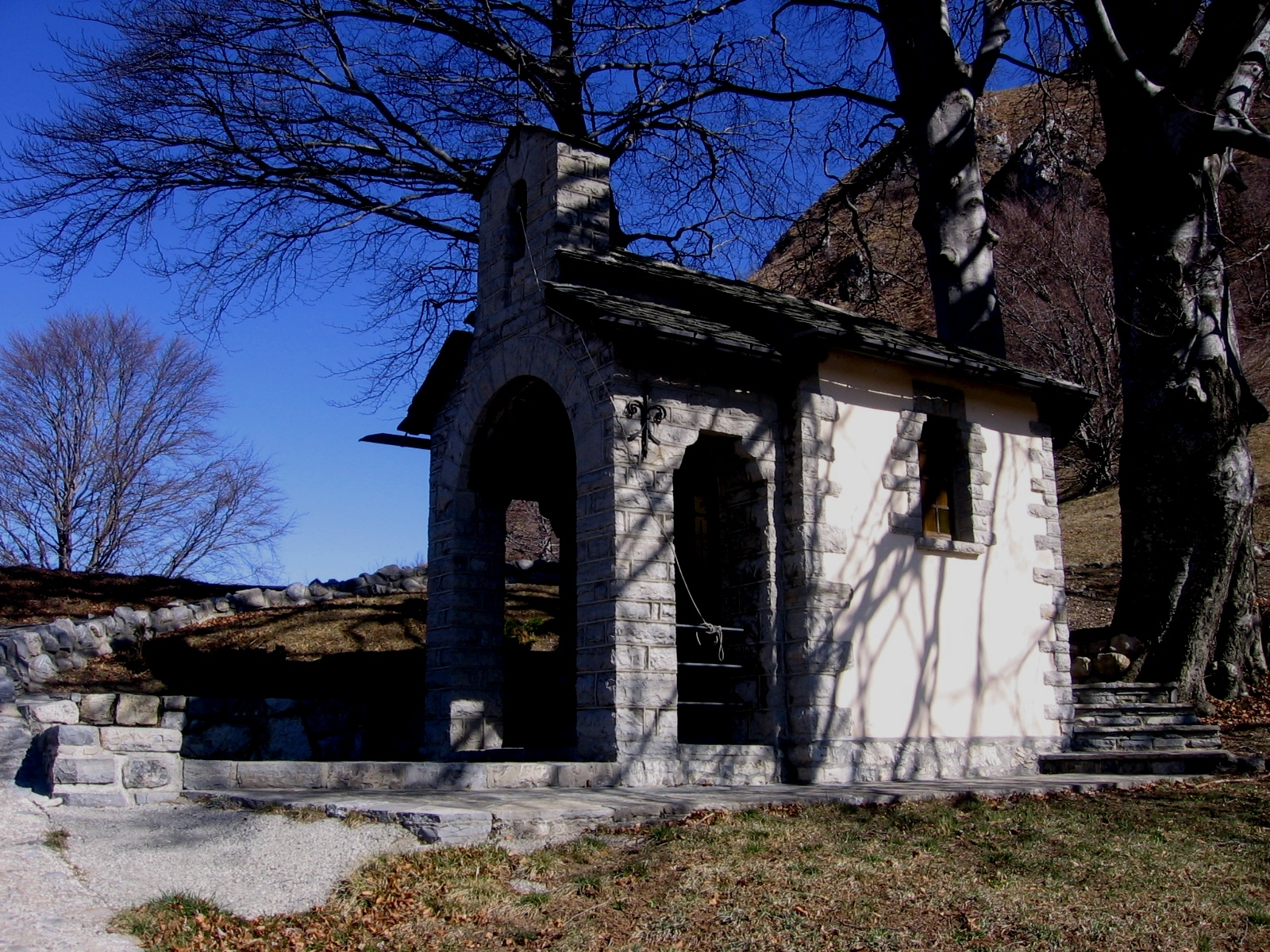
Defendenskapelle in Esino Lario (Provinz Lecco)

### Weitere italienische Regionen
Außerhalb des Piemonts und der Lombardei ist Defendens in Italien heute kaum bekannt. Im Aostatal, das wie das Piemont zu Savoyen gehörte, gibt es ein paar nach ihm benannte Kapellen: in Rhêmes-Saint-Georges die Kapelle Madonna delle Nevi e San Defendente aus dem frühen 18. Jahrhundert und in Introd eine weitere Kapelle. Ferner scheint es früher auf der Insel Elba einen Zweig gegeben zu haben, von dem heute aber nur noch die Renaissancekirche San Defendente in Poggio kündet.

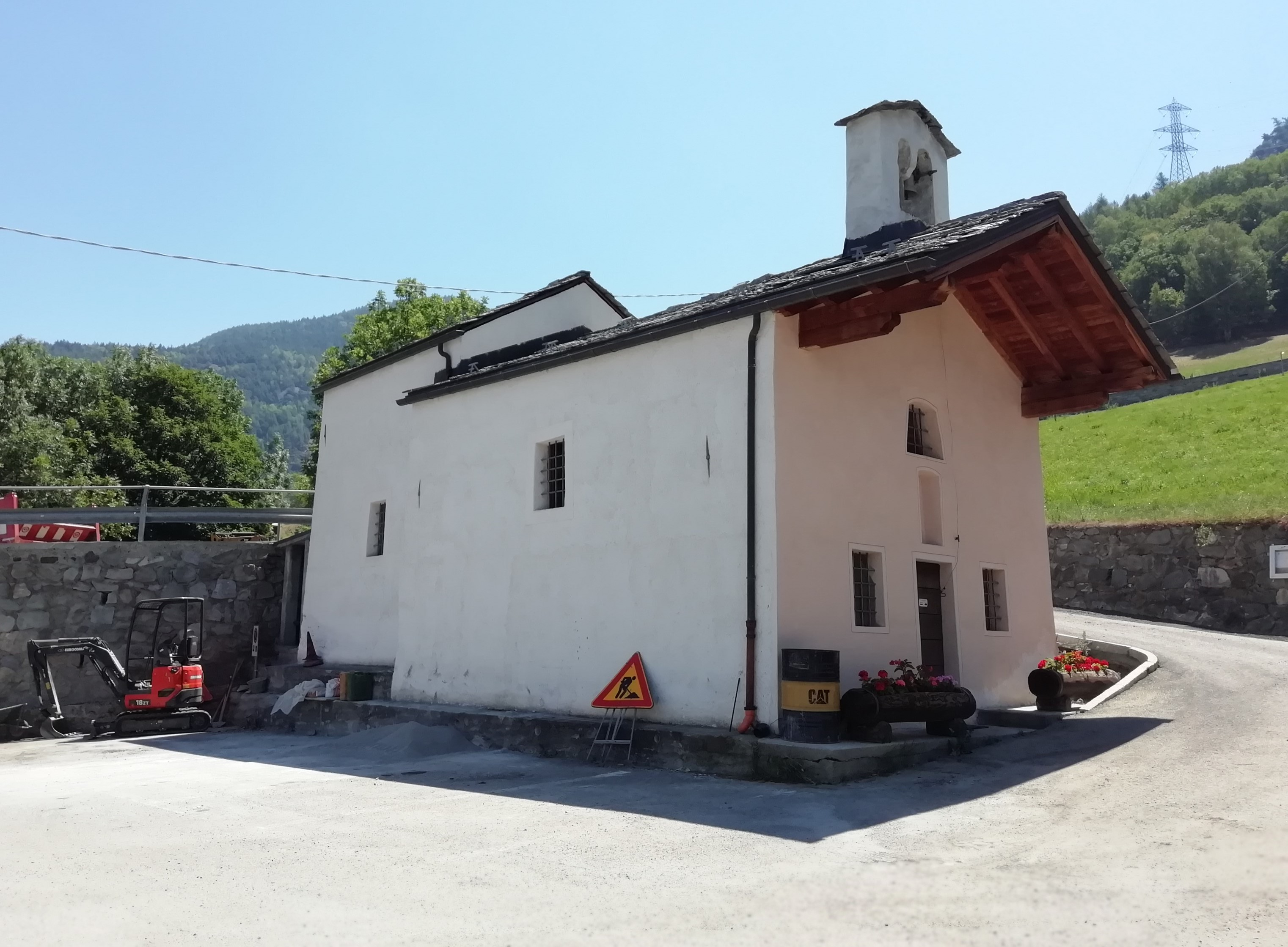
Deffendenskapelle in Introd im Aostatal
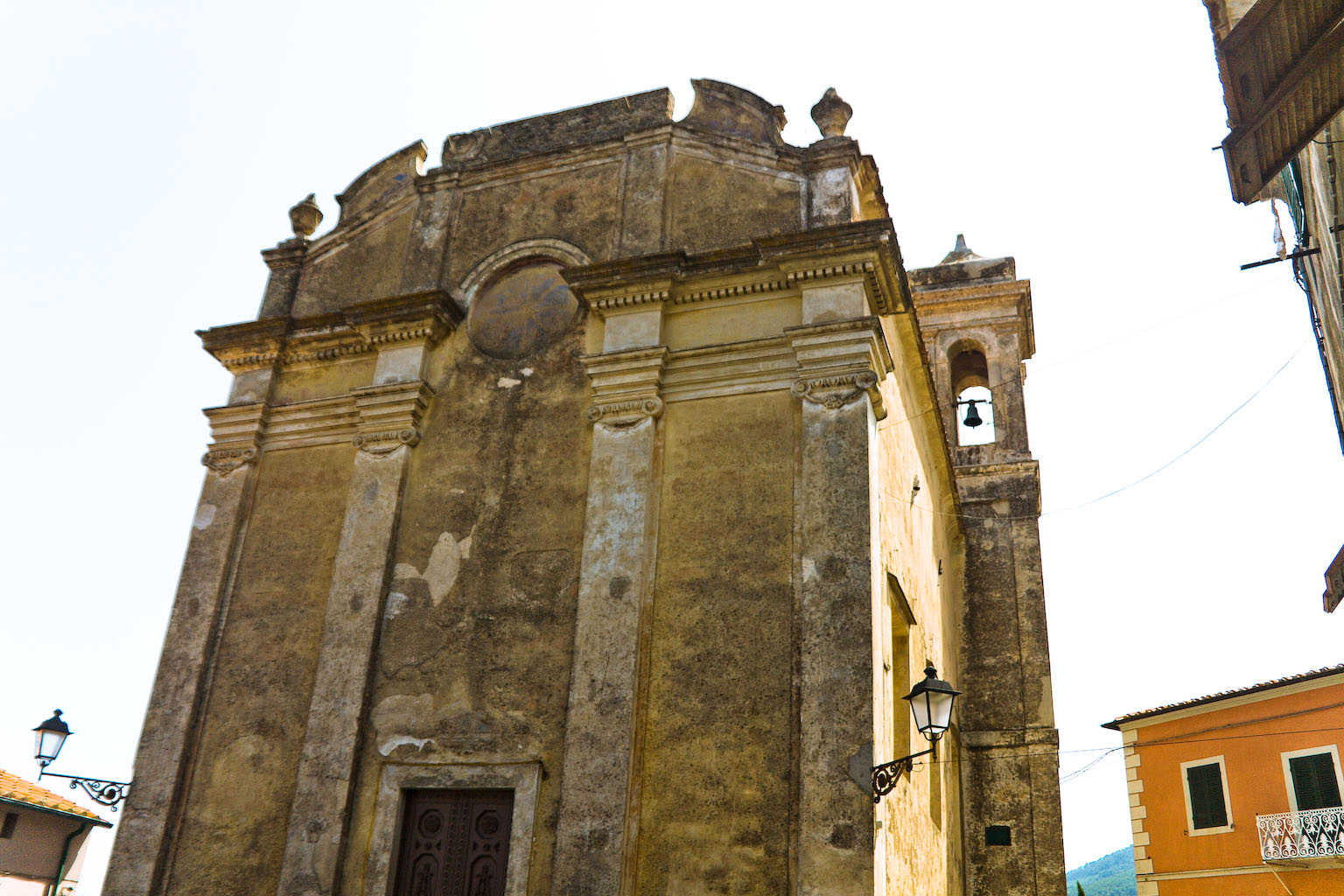
Defendenskirche in Poggio auf der Insel Elba

### Tessin
Der Schweizer Kanton Tessin gehörte politisch bis ins 15. Jahrhundert zur Lombardei, kirchlich bis 1884 zu den Diözesen Mailand und Como. Unter diesem Einfluss etablierte sich auch hier ein Defendenskult. Bei der Weihe der Kirche Santa Maria Annunciata in Muralto wurden 1502 Reliquien des Heiligen niedergelegt. An der Lukmanierstrasse in Olivone gründeten Humiliaten im 13. oder 14. Jahrhundert ein Hospiz, als dessen Schutzheiliger seit 1461 Defendens erwähnt wird (Ospizio di San Defendente). Am Altar der Pfarrkirche Sant’Eusebio in Castel San Pietro steht eine Defendensstatue von Battista Barberini.
Defendens ist ferner der Patron oder Kopatron folgender Sakralbauten, zumeist kleiner Kapellen („Oratorien“):
- Sementina (Bellinzona), Kapelle San Defendente in der mittelalterlichen Siedlung San Defendente, vielleicht 14. Jh. (Glocke von 1333, 1587 erstmals erwähnt)[15]
- Rodi-Fiesso (Quinto, Bezirk Leventina), Kapelle Santa Maria Maddalena e San Defendente, 1503[18]
- Berzona (Onsernone, Bezirk Locarno), Pfarrkirche San Defendente, 1564[19]
- Visletto (Cevio, Bezirk Vallemaggia), Kapelle San Defendente, 1627[20]
- Cauzzi (Cerentino, Bezirk Vallemaggia), Kapelle San Defendente, 1636[21]

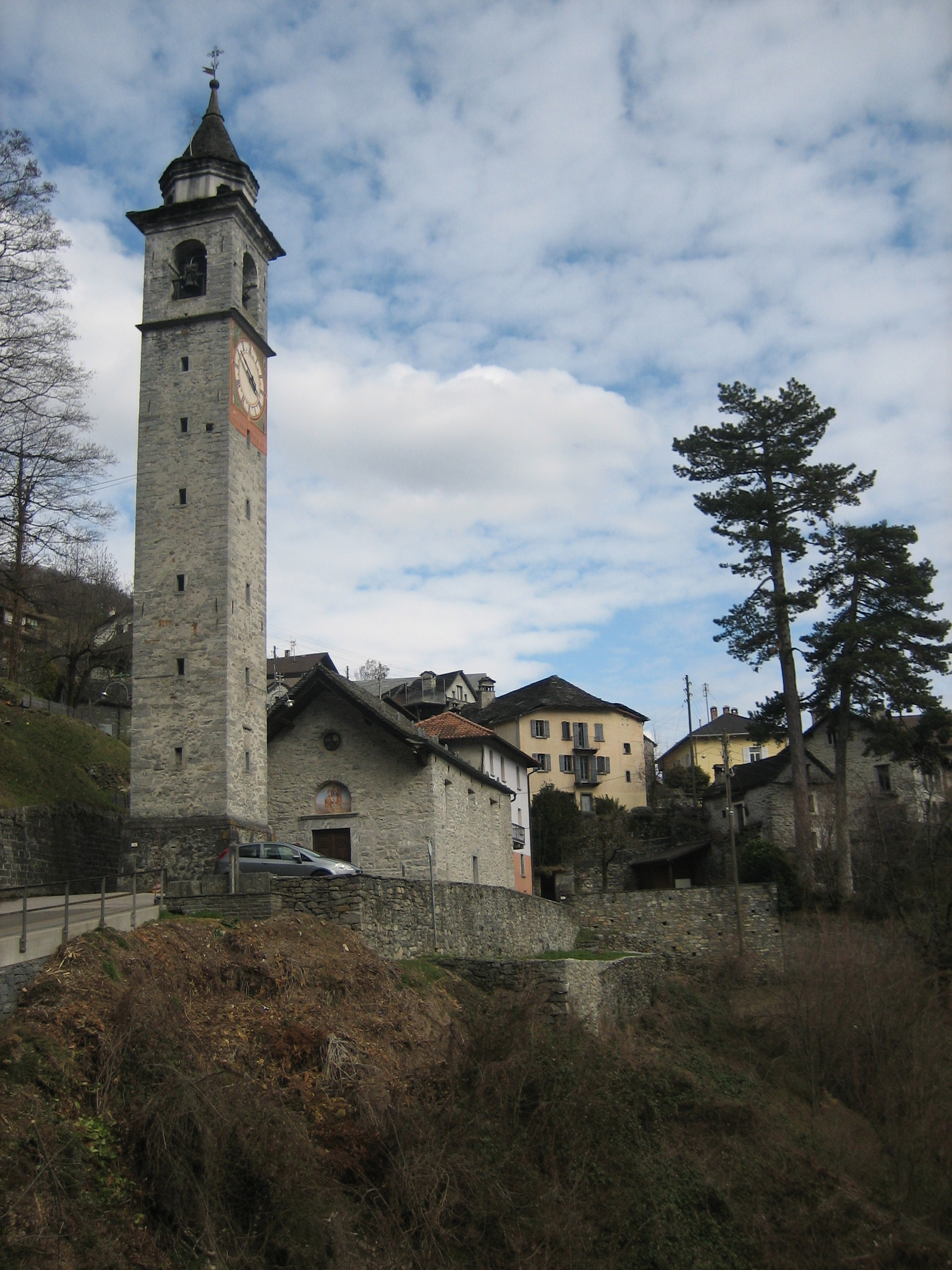
Defendenskirche in Berzona

### Marseille
In Frankreich ist vor dem 19. Jahrhundert kein Defendenskult nachweisbar. Weil die Legende ihn mit Theodor von Marseille in Verbindung bringt, ließ Charles-Philippe Place, seit 1866 Bischof von Marseille, im 10. Arrondissement von Marseille eine Defendenskirche bauen, die er am 21. November 1875 weihte. Seit 1876 ist sie der Sitz einer eigenen Pfarrei. Seit 1985 wird sie auch von der vietnamesischen Gemeinde der Stadt genutzt. In Marseille wird Defendens’ Gedenktag abweichend am 25. September gefeiert.
Auf dem Monumentalgemälde Die Heiligen von Marseille in der Kirche Saint-Lazare in Marseille ist Defendens zusammen mit Lazarus, Maria Magdalena, Martha und Johannes Cassianus abgebildet.

## Vorname
Zwischen dem 15. und 19. Jahrhundert war der Vorname „Defendente“ infolge des Defendenskults im Piemont, in der Lombardei und im Tessin verbreitet. Bekannte Namensträger sind:
- Defendente Ferrari (ca. 1480–1535), Maler aus Chivasso
- Defendente Lodi (1578–1656), Geistlicher aus Lodi
- Defendente Tatti (1691–1763), Hauptmann aus Bellinzona
- Giovanni Battista Defendente Rubini (1794–1854), Opernsänger aus Romano di Lombardia
- Defendente Sacchi (1796–1840), Schriftsteller aus Siziano